# Rosario Margarita Pastor Zegarra
Rosario Margarita Pastor Zegarra   (Perú, 1964 - Olesa de Montserrat, 4 de juliol de 2024) de ben jove va ingressar a la Universidad Nacional de Ingenieria de Lima en el qual es va graduar en enginyeria sanitària el 1989. Va compaginar els seus estudis amb la cooperació en l'ONG Eco-ciudad de la capital del Perú. El 1997 va obtenir un màster en tecnologia de l'Aigua a la UPC. Aquest fet va comportar el seu desplaçament a Catalunya per continuar la recerca. Va ingressar a la Càtedra UNESCO de Cooperació amb Amèrica Llatina a la Universitat Ramon Llull fins que aquest es va extingir. Això va comportar ingressar a la Càtedra UNESCO de Sostenibilitat de la Universitat Politècnica de Catalunya de Terrassa. Va morir a causa d'una malaltia el 4 de juliol de 2024.